# Лондонский симфонический оркестр
Ло́ндонский симфони́ческий орке́стр (ЛСО, англ. London Symphony Orchestra) — один из ведущих симфонических оркестров Великобритании. С 1912 года ЛСО делал граммофонные записи и сыграл более 200 записей саундтреков для кино, среди которых самые известные — серия «Звездные войны».
С 1982 года площадкой ЛСО является расположенный в Лондоне Барбикан-центр (англ.).

## История
Оркестр основан в 1904 году в качестве независимой самоуправляющейся организации. Это был первый оркестр такого рода в Великобритании. Свой первый концерт он сыграл 9 июня того же года с дирижёром Хансом Рихтером.
В 1906 году ЛСО стал первым британским оркестром, выступившим за рубежом — в Париже. В 1912 году, также впервые для британских оркестров, ЛСО выступил в США, — первоначально поездка в американское гастрольное турне планировалась на «Титанике», но, по счастливой случайности, в последний момент выступление было перенесено.
В 1956 году, под управлением композитора Бернарда Херрманна, оркестр появился в фильме Альфреда Хичкока "Человек, который слишком много знал", в кульминационной сцене, снятой в Лондонском королевском Альберт-Холле.
В 1966 году образован ассоциированный с оркестром Лондонский симфонический хор (ЛСХ, англ. London Symphony Chorus), насчитывавший более двухсот непрофессиональных певцов. ЛСХ поддерживает плотное сотрудничество с ЛСО, несмотря на то, что стал достаточно самостоятельным и имеет возможность сотрудничать с другими ведущими оркестрами.
В 1973 году ЛСО стал первым британским оркестром, приглашённым на Зальцбургский фестиваль. Оркестр продолжает активно гастролировать по всему миру.
Среди ведущих музыкантов Лондонского симфонического оркестра в разное время были такие выдающиеся исполнители, как Джеймс Голуэй (флейта), Жерваз де Пейер (кларнет), Барри Такуэлл (валторна). К числу дирижёров, интенсивно сотрудничавших с оркестром, принадлежат Леопольд Стоковский (с которым был сделан целый ряд примечательных записей), Адриан Боулт, Яша Горенштейн, Георг Шолти, Андре Превин, Джордж Селл, Клаудио Аббадо, Леонард Бернстайн, Джон Барбиролли и Карл Бём, у которого с оркестром сложились очень близкие отношения. И Бём, и Бернстайн впоследствии становились Президентами ЛСО.
Клайв Гиллинсон, бывший виолончелист оркестра, находился на посту Директора ЛСО с 1984 по 2005 годы. Считается, что именно ему оркестр обязан своей стабильностью после периода серьёзных финансовых проблем. Начиная с 2005 года директором ЛСО является Кэтрин Макдауэлл.

### Главные дирижёры
| - 1904—1911: Ханс Рихтер - 1911—1912: сэр Эдуард Элгар - 1912—1914: Артур Никиш - 1915—1916: сэр Томас Бичем - 1919—1922: Альберт Коутс - 1930—1931: Виллем Менгельберг - 1932—1935: сэр Хэмилтон Харти | - 1950—1954: Йозеф Крипс - 1961—1964: Пьер Монтё - 1965—1968: Иштван Кертес - 1968—1979: Андре Превен - 1979—1988: Клаудио Аббадо - 1987/1988—1995: Майкл Тилсон Томас - 1995—2006: сэр Колин Дэвис | - 2007—2017: Валерий Гергиев - 2017—2023: Саймон Рэттл - с 2024: Антонио Паппано |

В период с 1922 по 1930 годы оркестр оставался без главного дирижёра.

## Записи
ЛСО начал участвовать в музыкальных записях практически с первых дней своего существования, в том числе им были сделаны некоторые акустические записи с Артуром Никишем. За многие годы было произведено много записей для HMV и EMI. В начале 1960-х виднейший французский дирижёр Пьер Монтё осуществил ряд стереофонических записей с оркестром для фирмы Philips Records, многие из которых были переизданы на компакт-диске.
На телевидении ЛСО принимал участие в шоу "Вечер Музыки с Андре Превеном" (англ. André Previn's Music Night). Оркестр принимал участие в создании компьютерной игры "Lara Croft Tomb Raider: The Angel of Darkness" для записи значительной части фоновой музыки.
Начиная с 2000 года издаёт коммерческие записи на компакт-дисках под собственным лейблом "LSO Live", основанным при участии Гиллинсона.
Также ЛСО является автором очень популярной версии исполнения Адажио для струнного оркестра Сэмюэла Барбера, пользующейся большой популярностью у пользователей Apple iTunes.

### Саундтреки
ЛСО широко известен своими многочисленными записями саундтреков для кино, в том числе сделанными под управлением таких композиторов, как Джон Уильямс, Алан Сильвестри и Джеймс Хорнер. Среди них:
| Год создания | Название фильма                                                             | Композитор                   | Дирижёр                      | Аранжировщик                                                |
| ------------ | --------------------------------------------------------------------------- | ---------------------------- | ---------------------------- | ----------------------------------------------------------- |
| 1964         | Рио Кончос                                                                  | Джерри Голдсмит              | Джерри Голдсмит              |                                                             |
| 1977         | Аэропорт 77                                                                 | Джон Какавас                 | Джон Какавас                 |                                                             |
| 1977         | Звёздные войны. Эпизод IV: Новая надежда (соло на трубе — Морис Мёрфи)      | Джон Уильямс                 | Джон Уильямс                 | Херберт В. Спенсер                                          |
| 1978         | Супермен                                                                    | Джон Уильямс                 | Джон Уильямс                 | Херберт В. Спенсер, Артур Мортон, Фред Стейнер              |
| 1978         | Ярость                                                                      | Джон Уильямс                 | Джон Уильямс                 | Херберт В. Спенсер                                          |
| 1979         | Дракула                                                                     | Джон Уильямс                 | Джон Уильямс                 | Херберт В. Спенсер                                          |
| 1980         | Звёздные войны: Империя наносит ответный удар (соло на трубе — Морис Мёрфи) | Джон Уильямс                 | Джон Уильямс                 | Херберт В. Спенсер, Анджела Морли, Эл Вудбери, Фред Стейнер |
| 1981         | В поисках утраченного ковчега                                               | Джон Уильямс                 | Джон Уильямс                 | Херберт В. Спенсер, Альберт Вудберри                        |
| 1981         | Лев пустыни                                                                 | Морис Жарр                   | Морис Жарр                   | Морис Жарр                                                  |
| 1981         | Битва титанов                                                               | Лоуренс Розенталь            | Лоуренс Розенталь            | Херберт В. Спенсер                                          |
| 1981         | Выбор оружия                                                                | Филипп Сард                  | Филипп Сард                  | Филипп Сард                                                 |
| 1983         | Звёздные войны: Возвращение джедая (соло на трубе — Морис Мёрфи)            | Джон Уильямс                 | Джон Уильямс                 | Херберт В. Спенсер, Гордон Лэнгфорд, Александр Каридж       |
| 1983         | Крулл                                                                       | Джеймс Хорнер                | Джеймс Хорнер                | Грейг Макричи, Гордон Лэнгфорд                              |
| 1983         | Мозговой штурм (перезапись для пластинки)                                   | Джеймс Хорнер                | Джеймс Хорнер                | Грейг Макричи                                               |
| 1983         | Никогда не говори «никогда»                                                 | Мишель Легран                | Мишель Легран                | Мишель Легран                                               |
| 1983         | Убийственное лето                                                           | Жорж Делерю                  | Жорж Делерю                  | Жорж Делерю                                                 |
| 1984         | Форт Саган                                                                  | Филипп Сард                  | Карло Савина                 |                                                             |
| 1985         | Плоть и кровь                                                               | Бэзил Поледурис              | Бэзил Поледурис              | Грейг Макричи, Джек Смолли                                  |
| 1985         | Жизненная сила                                                              | Генри Манчини                | Генри Манчини                |                                                             |
| 1986         | Чужие                                                                       | Джеймс Хорнер                | Джеймс Хорнер                | Грейг Макричи                                               |
| 1986         | Американский хвост                                                          | Джеймс Хорнер                | Джеймс Хорнер                | Грейг Макричи                                               |
| 1987         | Земля до начала времени                                                     | Джеймс Хорнер                | Джеймс Хорнер                | Грейг Макричи                                               |
| 1988         | Кто подставил кролика Роджера                                               | Алан Сильвестри              | Алан Сильвестри              | Джеймс Кэмпбелл                                             |
| 1988         | Уиллоу                                                                      | Джеймс Хорнер                | Джеймс Хорнер                | Грейг Макричи                                               |
| 1989         | Дорогая, я уменьшил детей                                                   | Джеймс Хорнер                | Джеймс Хорнер                | Грейг Макричи                                               |
| 1990         | Американская сказка 2: Фейвел едет на Запад                                 | Джеймс Хорнер                | Джеймс Хорнер                | Грейг Макричи, Джон Нойфельд                                |
| 1993         | Человек без лица                                                            | Джеймс Хорнер                | Джеймс Хорнер                | Томас Пасатьери                                             |
| 1993         | Однажды в лесу                                                              | Джеймс Хорнер                | Джеймс Хорнер                | Джон Нойфельд                                               |
| 1994         | Повелитель страниц                                                          | Джеймс Хорнер                | Джеймс Хорнер                | Дон Дэвис, Томас Пасатьери                                  |
| 1994         | Легенды осени                                                               | Джеймс Хорнер                | Джеймс Хорнер                | Дон Дэвис, Томас Пасатьери                                  |
| 1995         | Храброе сердце                                                              | Джеймс Хорнер                | Джеймс Хорнер                | Джеймс Хорнер                                               |
| 1995         | Балто                                                                       | Джеймс Хорнер                | Джеймс Хорнер                | Арт Кэмпел, Стивен Брэмсон, Дон Дэвис, Томас Пасатьери      |
| 1995         | Остров головорезов                                                          | Джон Дебни                   | Дэвид Снелл                  | Брэд Дехтер                                                 |
| 1999         | IllumiNations: Reflections of Earth в американском парке развлечений EPCOT  | Гэвин Гринауэй               | Гэвин Гринауэй               |                                                             |
| 1999         | Звёздные войны. Эпизод I: Скрытая угроза                                    | Джон Уильямс                 | Джон Уильямс                 | Джон Нойфельд, Конрад Поуп                                  |
| 2000         | Тринадцать дней                                                             | Тревор Джонс                 | Джеффри Александер           | Джеффри Александер, Тревор Джонс, Джулиан Киршоу            |
| 2001         | Гарри Поттер и философский камень                                           | Джон Уильямс                 | Джон Уильямс                 | Джон Нойфельд, Конрад Поуп, Эдвард Кэйрам, Ларри Ренч       |
| 2002         | Расхитительница гробниц: Ангел Тьмы                                         | Питер Конелли, Мартин Айвсон | Питер Конелли, Мартин Айвсон |                                                             |
| 2002         | Особое мнение                                                               | Джон Уильямс                 | Джон Уильямс                 | Джон Нойфельд, Эдвард Кэйрам                                |
| 2002         | Гарри Поттер и Тайная комната                                               | Джон Уильямс                 | Уильям Росс                  | Эдвард Кейрам, Конрад Поуп, Пит Энтони                      |
| 2005         | Звёздные войны. Эпизод III: Месть ситхов                                    | Джон Уильямс                 | Джон Уильямс                 | Эдвард Кэйрам, Конрад Поуп                                  |
| 2005         | Гарри Поттер и Кубок огня                                                   | Патрик Дойл                  | Джеймс Ширмэн                | Патрик Дойл, Джеймс Ширмэн, Джон Белл, Лоуренс Эшмор        |
| 2006         | Королева                                                                    | Александр Деспла             | Александр Деспла             |                                                             |
| 2006         | Эрагон                                                                      | Патрик Дойл                  | Джеймс Ширмэн                | Джеймс Ширмэн                                               |
| 2009         | Сумерки. Сага. Новолуние                                                    | Александр Деспла             | Александр Деспла             |                                                             |
| 2010         | Гарри Поттер и Дары Смерти: часть 1                                         | Александр Деспла             | Александр Деспла             |                                                             |
| 2011         | Гарри Поттер и Дары Смерти: часть 2                                         | Александр Деспла             | Александр Деспла             | Конрад Поуп                                                 |
| 2011         | Тор                                                                         | Патрик Дойл                  | Джеймс Ширмэн                | Джеймс Ширмэн, Патрик Дойл                                  |
| 2013         | Три мушкетёра                                                               | Алексей Шелыгин              | Ник Ингман                   |                                                             |
| 2015         | Золушка                                                                     | Патрик Дойл                  | Джеймс Ширмэн                | Джеймс Ширмэн, Патрик Дойл                                  |
| 2019         | Мстители: Финал                                                             | Алан Сильвестри              | Алан Сильвестри              | Марк Грэм                                                   |

### Сотрудничество с поп-исполнителями
- Сиссель Хюрхьебё (запись альбома My Heart)
- Грейс Слик (запись альбома Manhole)
- Майкл Джексон (запись альбомов Thriller и Bad)

### Сотрудничество с рок-исполнителями
- Pink Floyd
- Nightwish (запись альбома Once, Dark Passion Play, Imaginaerum, Endless Forms Most Beautiful)
- Lacrimosa (запись альбома Elodia)
- Deep Purple
- The Beatles (запись альбома Sgt. Pepper's Lonely Hearts Club Band)
- Led Zeppelin (запись альбома Physical Graffiti)
- Питер Гэбриел (запись альбома Peter Gabriel (I))